# Walid Azarou
Walid Azarou, scritto anche Azaro (Aït Melloul, 11 giugno 1995), è un calciatore marocchino, attaccante dell'Ajman.

## Caratteristiche tecniche
Azaro è una prima punta, efficace nel gioco aereo, agile nei movimenti e possente fisicamente. Propenso al sacrificio, in fase di non possesso tende ad abbassarsi in modo da poter pressare il portatore di palla avversario.
Il suo contributo risulta prezioso anche nella fase di costruzione della manovra, grazie all'attitudine al gioco di sponda e nella protezione della sfera.

## Carriera

### Club
Il 18 giugno 2017 lascia il Marocco, venendo acquistato per 1.4 milioni di dollari dall'Al-Ahly, firmando un quadriennale da 300.000 dollari - a salire fino ad un massimo di 450.000 - a stagione.
Soggetto inizialmente a diverse critiche - complici alcuni errori sotto porta - riesce a ripagare la fiducia del tecnico El-Badry, segnando una tripletta il 22 ottobre contro l'Étoile du Sahel, permettendo ai compagni di ribaltare la sconfitta subita all'andata e di accedere alla finale di CAF Champions League, successivamente persa contro il Wydad Casablanca.
L'8 gennaio 2018 segna una delle tre reti che consentono all'Al-Ahly di vincere per 3-0 il derby del Cairo contro lo Zamalek. A distanza di quattro giorni, una sua rete contro l'Al-Masry nei tempi supplementari risulta decisiva nella vittoria della Supercoppa d'Egitto. Il 17 aprile raggiunge quota 18 reti in campionato - record stagionale per uno straniero - superando il precedente primato condiviso da John Utaka e Flávio Amado, entrambi fermatisi a 17.
Non riuscendo a trovare spazio sotto la guida del tecnico René Weiler, il 22 gennaio 2020 passa in prestito all'Al-Ettifaq. Il 16 ottobre firma un biennale con la società saudita.

### Nazionale
Il 31 ottobre 2016 il CT Hervé Renard decide di convocarlo in nazionale in vista dell'impegno con la Costa d'Avorio, valido per le qualificazioni ai Mondiali 2018. Nell'occasione assiste i propri compagni dalla panchina, senza scendere in campo. Esordisce con la selezione marocchina il 24 marzo 2017 contro il Burkina Faso in amichevole, subentrando all'88' al posto di Fayçal Fajr.

## Statistiche

### Presenze e reti nei club
Statistiche aggiornate al 2 novembre 2024.
| Stagione               | Squadra                | Campionato             | Campionato | Campionato | Coppe nazionali | Coppe nazionali | Coppe nazionali | Coppe continentali | Coppe continentali | Coppe continentali | Altre coppe | Altre coppe | Altre coppe | Totale | Totale |
| Stagione               | Squadra                | Comp                   | Pres       | Reti       | Comp            | Pres            | Reti            | Comp               | Pres               | Reti               | Comp        | Pres        | Reti        | Pres   | Reti   |
| ---------------------- | ---------------------- | ---------------------- | ---------- | ---------- | --------------- | --------------- | --------------- | ------------------ | ------------------ | ------------------ | ----------- | ----------- | ----------- | ------ | ------ |
| 2015-2016              | Difaâ El Jadida        | B1                     | 26         | 6          | CT              | 0               | 0               | -                  | -                  | -                  | -           | -           | -           | 26     | 6      |
| 2016-2017              | Difaâ El Jadida        | B1                     | 28         | 12         | CT              | 7               | 3               | -                  | -                  | -                  | -           | -           | -           | 35     | 15     |
| Totale Difaâ El Jadida | Totale Difaâ El Jadida | Totale Difaâ El Jadida | 54         | 18         |                 | 7               | 3               |                    | -                  | -                  |             | -           | -           | 61     | 21     |
| 2017-2018              | Al-Ahly                | PL                     | 30         | 18         | CE+CE           | 0+1             | 1               | CCL+ACC+CCL        | 6+4+11             | 4+1+6              | SE          | 1           | 1           | 53     | 31     |
| 2018-2019              | Al-Ahly                | PL                     | 23         | 6          | CE              | 1               | 0               | ACC+CCL            | 2+5                | 0+1                | SE          | 0           | 0           | 31     | 7      |
| 2019-gen. 2020         | Al-Ahly                | PL                     | 7          | 2          | CE              | 1               | 2               | CCL                | 4                  | 2                  | SE          | 0           | 0           | 12     | 6      |
| Totale Al-Ahly         | Totale Al-Ahly         | Totale Al-Ahly         | 60         | 26         |                 | 3               | 3               |                    | 32                 | 14                 |             | 1           | 1           | 96     | 44     |
| gen.-giu. 2020         | Al-Ettifaq             | SPL                    | 7          | 3          | KC              | -               | -               | -                  | -                  | -                  | -           | -           | -           | 7      | 3      |
| 2020-2021              | Al-Ettifaq             | SPL                    | 25         | 9          | KC              | 1               | 0               | -                  | -                  | -                  | -           | -           | -           | 26     | 9      |
| 2021-gen. 2022         | Al-Ettifaq             | SPL                    | 17         | 2          | KC              | 1               | 0               | -                  | -                  | -                  | -           | -           | -           | 18     | 2      |
| Totale Al-Ettifaq      | Totale Al-Ettifaq      | Totale Al-Ettifaq      | 49         | 14         |                 | 2               | 0               |                    | -                  | -                  |             | -           | -           | 51     | 14     |
| gen.-giu. 2022         | Ajman                  | PL                     | 12         | 5          | CP+CdL          | -               | -               | -                  | -                  | -                  | -           | -           | -           | 12     | 5      |
| 2022-2023              | Ajman                  | PL                     | 26         | 12         | CP+CdL          | 5+1             | 2+0             | -                  | -                  | -                  | -           | -           | -           | 32     | 14     |
| 2023-2024              | Ajman                  | PL                     | 20         | 12         | CP+CdL          | 2+2             | 0+2             | -                  | -                  | -                  | -           | -           | -           | 24     | 14     |
| 2024-2025              | Ajman                  | PL                     | 7          | 3          | CP+CdL          | 0+2             | 1               | -                  | -                  | -                  | -           | -           | -           | 9      | 4      |
| Totale Ajman           | Totale Ajman           | Totale Ajman           | 65         | 32         |                 | 12              | 5               |                    | -                  | -                  |             | -           | -           | 77     | 37     |
| Totale carriera        | Totale carriera        | Totale carriera        | 228        | 90         |                 | 24              | 11              |                    | 32                 | 14                 |             | 1           | 1           | 285    | 116    |

### Cronologia presenze e reti in Nazionale
| Cronologia completa delle presenze e delle reti in nazionale ― Marocco | Cronologia completa delle presenze e delle reti in nazionale ― Marocco | Cronologia completa delle presenze e delle reti in nazionale ― Marocco | Cronologia completa delle presenze e delle reti in nazionale ― Marocco | Cronologia completa delle presenze e delle reti in nazionale ― Marocco | Cronologia completa delle presenze e delle reti in nazionale ― Marocco | Cronologia completa delle presenze e delle reti in nazionale ― Marocco | Cronologia completa delle presenze e delle reti in nazionale ― Marocco |
| Data                                                                   | Città                                                                  | In casa                                                                | Risultato                                                              | Ospiti                                                                 | Competizione                                                           | Reti                                                                   | Note                                                                   |
| ---------------------------------------------------------------------- | ---------------------------------------------------------------------- | ---------------------------------------------------------------------- | ---------------------------------------------------------------------- | ---------------------------------------------------------------------- | ---------------------------------------------------------------------- | ---------------------------------------------------------------------- | ---------------------------------------------------------------------- |
| 24-3-2017                                                              | Marrakech                                                              | Marocco                                                                | 2 – 0                                                                  | Burkina Faso                                                           | Amichevole                                                             | -                                                                      | 88’                                                                    |
| 28-3-2017                                                              | Marrakech                                                              | Marocco                                                                | 1 – 0                                                                  | Tunisia                                                                | Amichevole                                                             | -                                                                      | 60’                                                                    |
| 31-5-2017                                                              | Agadir                                                                 | Marocco                                                                | 1 – 2                                                                  | Paesi Bassi                                                            | Amichevole                                                             | -                                                                      | 46’                                                                    |
| 10-6-2017                                                              | Yaoundé                                                                | Camerun                                                                | 1 – 0                                                                  | Marocco                                                                | Qual. Coppa d'Africa 2019                                              | -                                                                      | 74’                                                                    |
| 27-3-2018                                                              | Casablanca                                                             | Marocco                                                                | 2 – 0                                                                  | Uzbekistan                                                             | Amichevole                                                             | -                                                                      | 62’                                                                    |
| 13-10-2018                                                             | Casablanca                                                             | Marocco                                                                | 1 – 0                                                                  | Comore                                                                 | Qual. Coppa d'Africa 2019                                              | -                                                                      | 75’                                                                    |
| 20-11-2018                                                             | Radès                                                                  | Tunisia                                                                | 0 – 1                                                                  | Marocco                                                                | Amichevole                                                             | -                                                                      | 46’                                                                    |
| 6-9-2019                                                               | Marrakech                                                              | Marocco                                                                | 1 – 1                                                                  | Burkina Faso                                                           | Amichevole                                                             | -                                                                      | 75’                                                                    |
| 10-9-2019                                                              | Marrakech                                                              | Marocco                                                                | 1 – 0                                                                  | Niger                                                                  | Amichevole                                                             | -                                                                      | 66’                                                                    |
| 1-12-2021                                                              | Al Wakrah                                                              | Marocco                                                                | 4 – 0                                                                  | Palestina                                                              | Coppa araba FIFA 2021 - 1º turno                                       | -                                                                      | 46’                                                                    |
| 4-12-2021                                                              | Ar Rayyan                                                              | Giordania                                                              | 0 – 4                                                                  | Marocco                                                                | Coppa araba FIFA 2021 - 1º turno                                       | -                                                                      |                                                                        |
| 12-12-2021                                                             | Doha                                                                   | Marocco                                                                | 2 – 2 dts (5 – 7 dtr)                                                  | Algeria                                                                | Coppa araba FIFA 2021 - Quarti di finale                               | -                                                                      | 61’                                                                    |
| Totale                                                                 |                                                                        | Presenze                                                               | 12                                                                     |                                                                        | Reti                                                                   | 0                                                                      |                                                                        |

### Record

#### Con l'Al-Ahly
- Calciatore straniero ad aver segnato più reti (18) in una singola stagione di campionato.[14]

## Palmarès

### Club
- Coppa d'Egitto: 1

Al-Ahly: 2016-2017
- Supercoppa d'Egitto: 2

Al-Ahly: 2017, 2018
- Campionato egiziano: 2

Al-Ahly: 2017-2018, 2018-2019

### Individuale
- Capocannoniere del campionato egiziano: 1

2017-2018 (18 gol)